# Черлейно
Черлейно (пол. Czerlejno, нім. Scheringen) — село в Польщі, у гміні Костшин Познанського повіту Великопольського воєводства.
Населення — 696 осіб (2011).

## Демографія
Демографічна структура станом на 31 березня 2011 року:
|          | Загалом | Допрацездатний вік | Працездатний вік | Постпрацездатний вік |
| -------- | ------- | ------------------ | ---------------- | -------------------- |
| Чоловіки | 351     | 73                 | 252              | 26                   |
| Жінки    | 345     | 80                 | 221              | 44                   |
| Разом    | 696     | 153                | 473              | 70                   |